# Aeonium santosianum
Aeonium santosianum är en fetbladsväxtart som beskrevs av David Bramwell och Rowley. Aeonium santosianum ingår i släktet Aeonium och familjen fetbladsväxter. Inga underarter finns listade i Catalogue of Life.